# An Encyclopedia of Claims, Frauds, and Hoaxes of the Occult and Supernatural
An Encyclopedia of Claims, Frauds, and Hoaxes of the Occult and Supernatural est un livre en anglais paru en 1995 de James Randi avec une préface d'Arthur C. Clarke. Il sert de référence pour divers sujets pseudoscientifiques et paranormaux,.
En 2006, Randi a rendu son travail disponible gratuitement en ligne. 